# Martis
Martis település Olaszországban, Szardínia régióban, Sassari megyében. Lakosainak száma 466 fő (2023. január 1.). Martis Chiaramonti, Laerru, Nulvi és Perfugas községekkel határos.

## Népesség
A település lakossága az elmúlt években az alábbi módon változott:
| Lakosok száma | 517  | 498  | 466  |
|               | 2017 | 2018 | 2023 |